# Neszptah
Neszptah ókori egyiptomi hivatalnok volt, Théba polgármestere, Felső-Egyiptom elöljárója, Ámon negyedik prófétája és Ptah papja a XXVI. dinasztia idején, I. Pszammetik uralkodása alatt.
Befolyásos családból származott. Apja, Montuemhat szintén Théba polgármestere, Felső-Egyiptom elöljárója és Ámon negyedik prófétája volt, gyakorlatilag ő kormányozta Felső-Egyiptomot a XXV. dinasztia végén, XXVI. dinasztia elején. Neszptahot apai nagyapjáról nevezték el, anyja Montuemhat első felesége, Neszihonsz volt. Neszptah számos forrásból ismert. Szarkofágja apja sírjából, a thébai TT34 sírból került elő, emellett említi apja egyik szoborcsoportja és egy áldozati sztélé.

## Fordítás
- Ez a szócikk részben vagy egészben  a   Nesptah című német Wikipédia-szócikk ezen változatának fordításán alapul.  Az eredeti cikk szerkesztőit annak laptörténete sorolja fel. Ez a jelzés csupán a megfogalmazás eredetét és a szerzői jogokat jelzi, nem szolgál a cikkben szereplő információk forrásmegjelöléseként.